# Kevin Walters
Pas d'image ? Cliquez ici

a Compétitions nationales et continentales officielles uniquement.

b Matchs officiels uniquement.
Kevin Walters, né le 20 octobre 1967 à Rockhampton dans l'État du Queensland, est un ancien joueur de rugby à XIII australien reconverti en entraîneur.
Après une carrière de joueur de haut-niveau en Australie aux Brisbane Broncos et Canberra Raiders qui lui ont permis de remporter quatre New South Wales Rugby League et deux National Rugby League, il a également compté des sélections au State of Origin ainsi qu'en sélection australienne. Après avoir pris une retraite sportive en 2001, il se reconvertit dans le poste d'entraîneur, après avoir été l'adjoint de Wayne Bennett au Broncos, il connaît sa première expérience en tant qu'entraîneur principal lorsqu'il rejoint les Dragons Catalans en succédant à Mick Potter en 2009. Après avoir été à nouveau l'adjoint de Wayne Bennet aux Broncos et de Mal Meninga à la sélection du Queensland, il vient d’être nommé à la tête de cette dernière pour les State of Origin 2016.

## Palmarès

### En tant que joueur
- Collectif :
  - Vainqueur de la Coupe du monde : 1992 (Australie).
  - Vainqueur du State of Origin : 1989, 1991, 1998 et 1999 (Queensland)
  - Vainqueur de la National Rugby League : 1998 et 2000 (Brisbane).
  - Vainqueur du Championnat de Nouvelle-Galles du Sud : 1989 (Canberra), 1992 et 1993 (Brisbane).
  - Vainqueur de la Super League d'Australie : 1997 (Brisbane).
  - Finaliste du Championnat de Nouvelle-Galles du Sud : 1987 (Canberra).

### En tant qu'entraîneur
- Collectif :
  - Vainqueur du State of Origin : 2016 et 2017 (Queensland)